# Luant
Luant település Franciaországban, Indre megyében. Lakosainak száma 1584 fő (2022. január 1.). Luant Neuillay-les-Bois, Niherne, La Pérouille, Tendu, Velles és Saint-Maur községekkel határos.

## Népesség
A település népességének változása:
| Lakosok száma | 772  | 1029 | 1241 | 1345 | 1469 | 1471 | 1504 | 1536 | 1544 | 1584 |
|               | 1968 | 1982 | 1990 | 2006 | 2013 | 2015 | 2017 | 2019 | 2020 | 2022 |